# Kommunionglöcklein

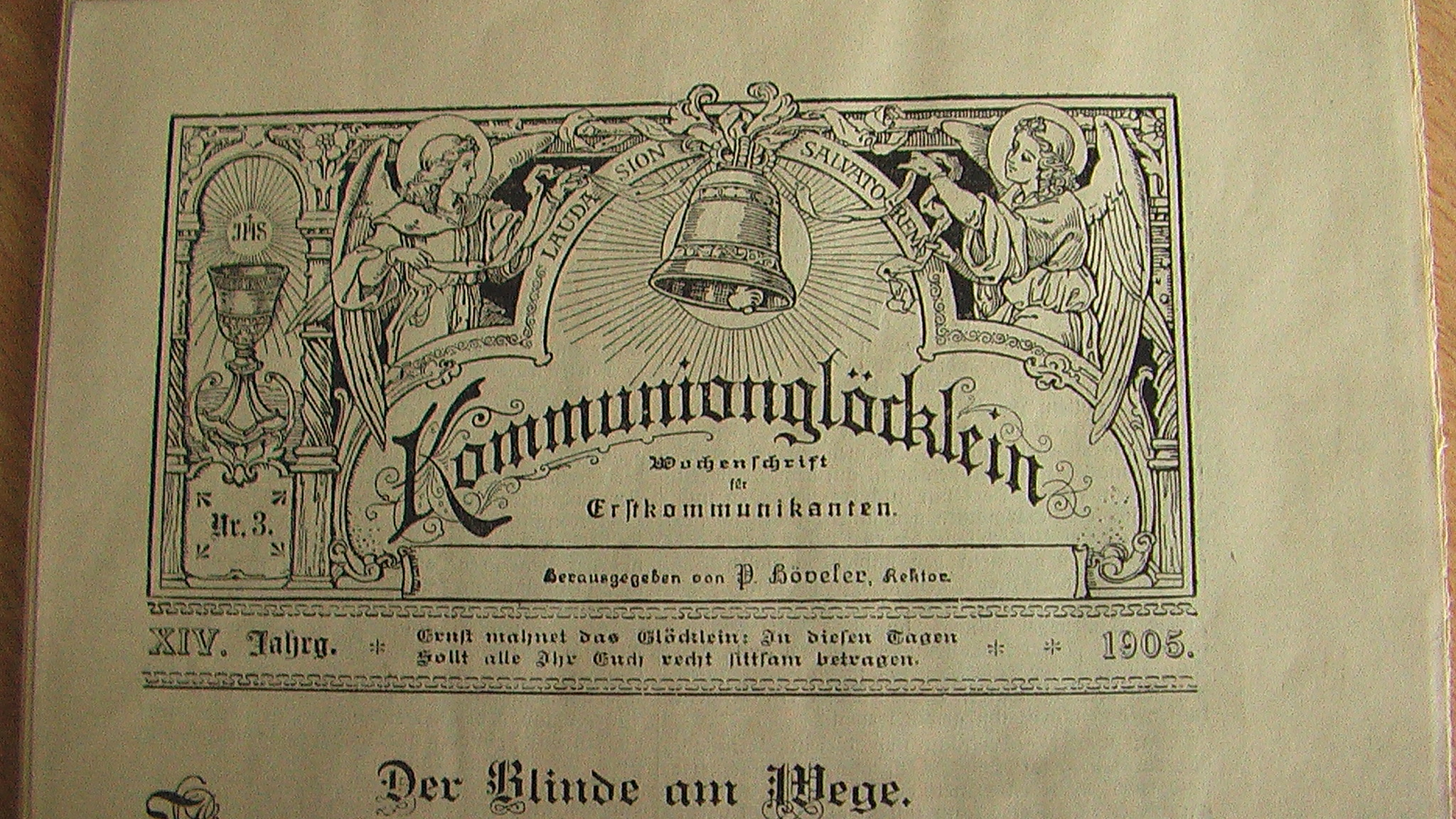
Ausgabe des Kommunionglöckleins von 1905

Das Kommunionglöcklein (Untertitel anfangs Blätter für die Erstkommunikanten; später Wochenschrift für Erstkommunikanten) war eine wöchentlich erscheinende Schrift, die die Kinder, die am Weißen Sonntag zur Erstkommunion geladen waren, unterrichten und auf den Tag der ersten heiligen Kommunion vorbereiten sollte. Das Werk erschien von 1893 bis 1965, zuerst im Thiessing-Verlag Köln, von 1898 bis 1939 im Schwann-Verlag Düsseldorf und danach bis 1965 im Patmos Verlag Düsseldorf. Im Kommunionunterricht wurden die einzelnen Lehrbriefe besprochen und den Kindern zur weiteren Bearbeitung ausgehändigt.